# Дэвис, Бен (валлийский футболист)
Бе́нджамин То́мас (Бен) Дэ́вис (англ. Benjamin Thomas "Ben" Davies; род. 24 апреля 1993, Нит, Уэст-Гламорган) — валлийский футболист, левый защитник клуба «Тоттенхэм Хотспур» и сборной Уэльса.

## Клубная карьера
После прохождения всех уровней академии «Суонси Сити», перед началом сезона 2012/13 Дэвис подписал с клубом двухлетний контракт. В основном составе «лебедей» Бен дебютировал 25 августа 2012 года в игре с «Вест Хэм Юнайтед» (3:0), заменив на 84 минуте Нила Тейлора. С тех пор Дэвис стал основным левым защитником команды. 23 ноября валлиец подписал с «джекс» новый контракт сроком на 3,5 года. 19 января 2013 года Дэвис забил свой первый гол за клуб, поразив ворота «Сток Сити» (3:1), таким образом, став самым молодым автором забитого гола в футболке «Суонси» в Премьер-лиге.
22 июля 2014 года валлиец перешёл в «Тоттенхэм Хотспур».

## Международная карьера
В сентябре 2012 года Дэвис был вызван в состав сборной Уэльса на матчи отборочного турнира к ЧМ-2014 вместо сломавшего ногу в матче с «Сандерлендом» Нила Тейлора. В основном составе национальной команды Бен дебютировал 12 октября в победном матче против Шотландии (2:1).

## Достижения
«Суонси Сити»
- Обладатель Кубка лиги: 2012/13

«Тоттенхэм Хотспур»
- Победитель Лиги Европы УЕФА: 2024/25

## Клубная статистика
| Выступление       | Выступление      | Выступление      | Лига | Лига | Кубки | Кубки | Еврокубки | Еврокубки | Итого | Итого |
| Клуб              | Лига             | Сезон            | Игры | Голы | Игры  | Голы  | Игры      | Голы      | Игры  | Голы  |
| ----------------- | ---------------- | ---------------- | ---- | ---- | ----- | ----- | --------- | --------- | ----- | ----- |
| Суонси Сити       | АПЛ              | 2012/13          | 37   | 1    | 7     | 0     | —         | —         | 44    | 1     |
| Суонси Сити       | АПЛ              | 2013/14          | 34   | 2    | —     | —     | 7         | 0         | 41    | 2     |
| Суонси Сити       | Итого            | Итого            | 71   | 3    | 7     | 0     | 7         | 0         | 85    | 3     |
| Тоттенхэм Хотспур | АПЛ              | 2014/15          | 14   | 0    | 6     | 0     | 9         | 0         | 29    | 0     |
| Тоттенхэм Хотспур | АПЛ              | 2015/16          | 17   | 0    | 2     | 0     | 8         | 0         | 27    | 0     |
| Тоттенхэм Хотспур | АПЛ              | 2016/17          | 23   | 1    | 6     | 1     | 5         | 0         | 34    | 2     |
| Тоттенхэм Хотспур | АПЛ              | 2017/18          | 18   | 2    | 1     | 0     | 3         | 0         | 22    | 2     |
| Тоттенхэм Хотспур | Итого            | Итого            | 72   | 3    | 15    | 0     | 25        | 0         | 112   | 3     |
| Всего за карьеру  | Всего за карьеру | Всего за карьеру | 143  | 6    | 22    | 0     | 32        | 0         | 197   | 6     |